# Microascus senegalensis
Microascus senegalensis är en svampart som beskrevs av Arx 1975. Microascus senegalensis ingår i släktet Microascus och familjen Microascaceae.   Inga underarter finns listade i Catalogue of Life.